# سيلفيا نج
سيلفيا نج (بالملايوية: Sylvia Ng) هي لاعبة كرة الريشة ماليزية، ولدت في 24 سبتمبر 1949.

## روابط خارجية
- سيلفيا نج على موقع اتحاد ألعاب الكومنولث (مؤرشف) (الإنجليزية)
- سيلفيا نج على موقع اتحاد ألعاب الكومنولث (مؤرشف) (الإنجليزية)